# فاطمة البصيري
فاطمة البصيري، ممثلة كويتية، تخرجت من كلية التربية تخصص حاسوب وعملت معلمة وترقت لرئيسة قسم، هوايتها منذ الصغر التمثيل واول عمل لها كان سباعية الحاقد سنة 1994 مع المخرج الراحل كنعان حمد لكنها تركت التمثيل وتفرغت للدراسة ثم لأسرتها، وفي سنة 2020 قررت العودة لحلم الطفولة والدخول لعالم الفن مع المخرج محمد دحام في مسلسل سما عالية وقدمت بعدها عدة أعمال فنية، أبرزها عيال المباركية سنة 2021 وانتقام مشروع سنة 2022، وفي سنة 2023 شاركت بمسرحية الرعب المستشفى.